# Tunnel d'Hallandsås
Le tunnel d'Hallandsås (en suédois Hallandsåstunneln) est un tunnel ferroviaire passant sous le horst du Hallandsås (sv). Ses deux tubes sont longs de 8 700 mètres environ et permettent de raccourcir le trajet et d'optimiser la gestion de la ligne Västkustbanan (qui relie en particulier Malmö à Göteborg). Sa construction, commencée en 1992, a subi de nombreux aléas et ne s'est achevée qu'en 2015.

## Histoire

### Contexte
Le tronçon franchissant le Hallandsås (sv) datait de 1885 et n'était qu'à voie unique, ce qui limitait la capacité de la ligne à quatre trains par heure. De plus, le tracé tortueux de la voie à travers le massif en limitait fortement la vitesse. Aussi un tunnel est-il prévu au début des années 1990 pour faire sauter ce verrou.

### Travaux de percement
Les travaux commencent en 1992, sous la conduite de l'entreprise suédoise Skanska ; mais, en 1997, un produit servant à renforcer l'étanchéité est accidentellement déversé dans une nappe phréatique, affectant la santé d'une vingtaine d'ouvriers, et contaminant durablement la faune et la flore ; Skanska est condamnée en 2008 à une forte amende.
Les travaux reprennent en 2004, toujours avec Skanska, mais qui s'associe pour conduire le projet à Vinci. Le coût prévisionnel à cette date est estimé à quatre cents millions d'euros et la durée du chantier à six ans. Toutefois, la diversité extrême des roches rencontrées (succession de roches très dures et de roches friables), ainsi que de très abondantes infiltrations d'eau (jusqu'à 1 500 m3/h) contraignent Vinci à de nombreuses adaptations techniques (conception d'un tunnelier spécifique, résistant à une pression de 13 bars, congélation de la roche sur une distance de trois cents mètres, injection de gravier entre les voussoirs pour stabiliser le coulis de ciment, etc.) ; en conséquence, le délai de réalisation est porté à onze ans et la facture s'alourdit à 850 millions d'euros ; jusqu'à neuf cents personnes ont travaillé simultanément sur le chantier.

### Inauguration
L'inauguration a lieu le 8 décembre 2015.